# Окленд (регион)
Регион Окленд (англ. Auckland Region, маори  Tāmaki-makau-rau) — один из регионов Новой Зеландии. Местное население иногда использует название Ākarana — маорийское произношение английского Auckland.

## История
Перешеек, где расположен город, первоначально имел население 1350 человек колонистов. Количество коренных жителей маори до прихода европейцев оценивалось в 20 000 человек. После основания на островах британской колонии в 1840 новый губернатор Новой Зеландии Уильям Гобсон выбрал это место для новой столицы, назвав его «Окленд» — в честь Джорджа Идена, графа Оклендского (George Eden, Earl of Auckland), который тогда был первым лордом Адмиралтейства. Туда перенесли столицу в 1865 году. Приток населения оставался значительным, и сейчас район Окленда является наиболее заселённым на островах.

## География
С севера он граничит с Регионом Нортленд, с юга с Регионом Уаикато. В состав региона входит остров Пукетуту.

## Население
Это самый густонаселённый регион Новой Зеландии, общая численность населения 1 570 500 человек (оценка 2015).

## Экономика
Этот регион является также самым промышленно развитым регионом страны.